# 2e division blindée

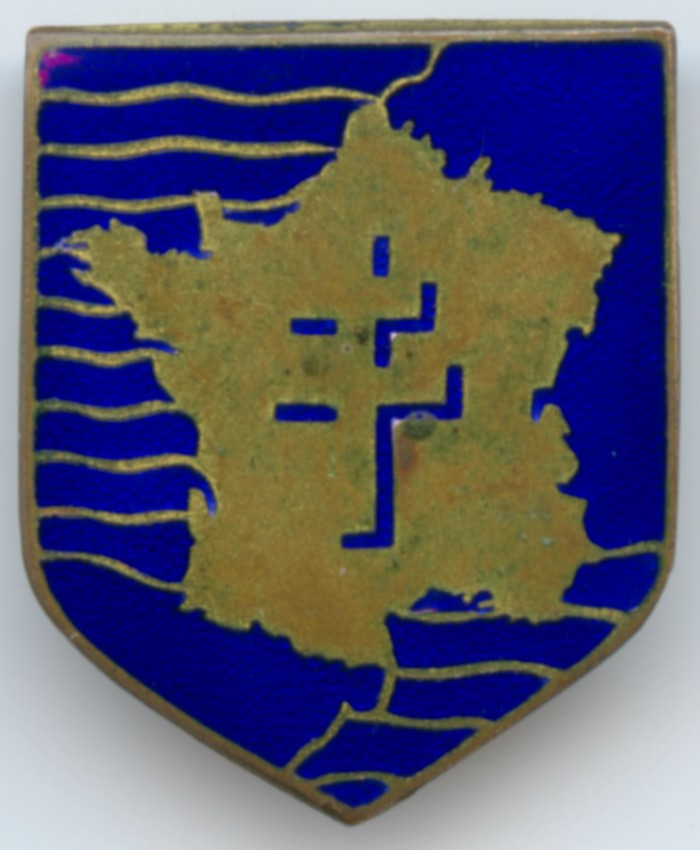
Verbandsabzeichen der 2. Panzerdivision

Die 2e division blindée (deutsch 2. Panzerdivision, kurz 2e DB) war ein Verband der französischen Armee, der im Zweiten Weltkrieg aufgestellt wurde.

## Geschichte
Die Ursprünge der Division gehen auf Verbände aus freifranzösischen Truppen unter De Gaulle und Kolonialtruppen unter dem Befehl von Generalmajor Leclerc zurück, die im März 1941 vom Tschad kommend die Kufra-Oasen in Libyen erobert hatten. Leclercs Truppen schlossen sich im Januar 1943 der britischen 8. Armee im Tunesienfeldzug an.

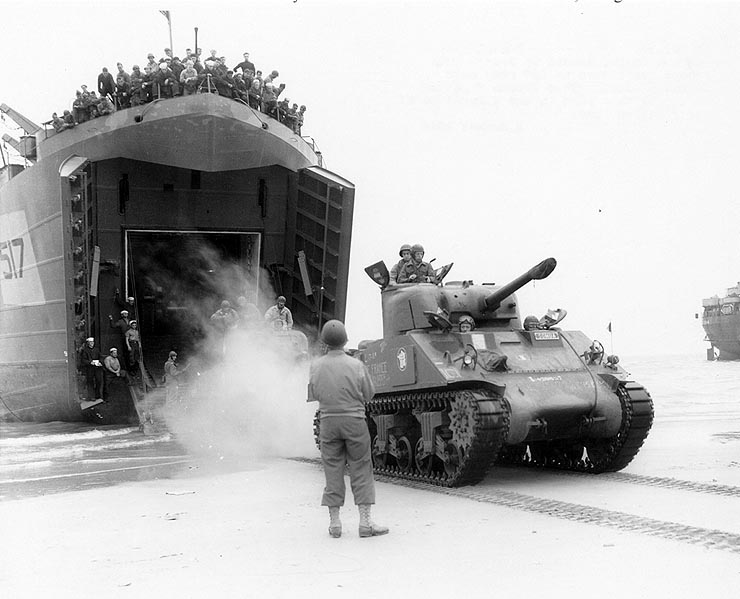
Landung eines Panzers der 2. Division in der Normandie im August 1944

Nach der Beendigung dieses Feldzugs wurde im Mai 1943 die 2. französische Division (FFL) aufgestellt, die im August des gleichen Jahres in 2. Panzerdivision umbenannt wurde. Im Frühjahr 1944 wurde die Division, die inzwischen mit US-amerikanischen Panzern und Fahrzeugen (darunter M4 Sherman, M3 Stuart und M10 Wolverine) ausgerüstet worden war, nach England verlegt. Anfang August 1944 landete die Division an Utah Beach und wurde danach dem XV. Korps innerhalb der 3. US-Armee von General George S. Patton unterstellt. Sie nahm an der Operation Cobra teil und stieß danach auf Le Mans vor, von wo sie nach Norden schwenkte, um an der Schlacht von Falaise-Argentan teilzunehmen. Hierbei befreite sie am 12. August Alençon und bildete die Vorausabteilung des XV. Korps beim weiteren Vormarsch auf Argentan. Am 24. August 1944 drang die Division, gefolgt von der 4. US-Infanteriedivision in Paris ein (Schlacht um Paris), das am Folgetag vom deutschen Stadtkommandanten Dietrich von Choltitz an die Résistance und damit auch an das „Freie Frankreich“ De Gaulles übergeben wurde.
Für ihre Rolle bei der Befreiung Straßburgs am 23. November 1944 wurde die Division mit einer Presidential Unit Citation ausgezeichnet. Eine Abteilung der Division erreichte am 4. Mai 1945 Berchtesgaden und nahm an der Durchsuchung des Berghofs auf dem Obersalzberg teil.
Nach dem Kriegsende wurde die Division nach Frankreich zurückverlegt, wo sie im März 1946 deaktiviert wurde. Eine Division unter diesem Namen wurde im Kalten Krieg reaktiviert und war eine der Panzerdivisionen der Armée de Terre. Ihr ideeller Nachfolger in der gegenwärtigen französischen Armee ist seit 1999 die 2e brigade blindée mit Sitz in Orléans.

## Zusammensetzung der Division bei der Befreiung von Paris
- 3 Régiments de chars: (3 Panzerregimenter)
  - 501e Régiment de Chars de Combat
  - 12e régiment de chasseurs d’Afrique
  - 12erégiment de cuirassiers

- 1 Régiment de reconnaissance: (Aufklärungsregiment)
  - 1er Régiment de Marche de Spahis Marocains (Radpanzer)

- 1 Régiment de chasseurs de chars: (Gepanzertes Jägerregiment)
  - Régiment blindé de fusiliers-marins (Jagdpanzer M10 Wolverine)

- 1 Régiment d’infanterie portée: (Verstärktes Infanterieregiment)
  - Régiment de Marche du Tchad

- 1er bataillon du Régiment de marche du Tchad
- 2e bataillon du Régiment de marche du Tchad
- 3e bataillon du Régiment de marche du Tchad

- 3 Régiments d’Artillerie:
  - 3e Régiment d’Artillerie Coloniale
  - 64e régiment d’artillerie
  - 40e Régiment d’Artillerie Nord-Africain

- 1 groupe d’Artillerie anti-aérienne: (Flak-Regiment)
  - 22e groupe colonial de F.T.A.

- 1 bataillon du Génie: (Pionierbataillon)
  - 13ee Bataillon du Génie

- 3 Compagnies de combat et d’équipage de pont (3 Schwimmbrückenkompanien)

- Unités de transmissions (Fernmeldeeinheiten)
- Unités de transport (Transporteinheiten)
- Service (Truppendiensteinheiten)

- 1 bataillon médical: (Sanitätsbataillon)
  - 3 compagnies médicales (3 Sanitätskompanien)

- 1re compagnie médicale et groupe d’ambulancières Rochambeau (Rochambelles)
- 2e compagnie médicale et groupe d’ambulancières de la Marine (Marinettes)
- 3e compagnie médicale et groupe de volontaires anglais (Britische Freiwillige Quäker)

1 détachement de la circulation routière (DCR) (Verkehrskommandantur)
Anzahl der Kampffahrzeuge:
- 85 leichte Panzer M3 Stuart (type M3A3)
- 165 mittlere Panzer M4 Sherman
- 36 Jagdpanzer M10 Wolverine
- 64 Radpanzer
- 664 Halbkettenfahrzeuge M2 und M3
- 27 Selbstfahrhaubitzen 75 mm  M8 Scott
- 54 Selbstfahrgeschütze M7 Priest

## Trivia
Die 9. Kompanie des Régiment de marche du Tchad, die u. a. bei der Befreiung von Paris beteiligt war, bestand vor allem aus republikanischen Spaniern, die im Spanischen Bürgerkrieg gekämpft hatten und nach Kriegsende 1939 nach Frankreich geflüchtet waren (genannt la Nueve). Sie übernahm den Schutz des Rathauses am 24. August um 21:22 Uhr und wartete dort auf den Hauptteil der Division (2. DB). Leutnant Amado Granell, ein Spanier, war der erste der Befreier (« libérateur »), der im bereits eingenommenen Rathaus von Georges Bidault, dem Präsidenten des Conseil national de la Résistance, begrüßt wurde. Auch der Schauspieler Jean Gabin diente als Panzerkommandant in der Division.
Von dieser Kompanie handelt sowohl der Film La Nueve – Die vergessenen Helden der Befreiung von Alberto Marquardt als auch der Comic Die Heimatlosen von Paco Roca.